# جیمز سیسیل پارک
 جیمز سیسیل پارک (انگلیسی: James Cecil Parke؛ زاده ۲۶ ژوئیهٔ ۱۸۸۱ درگذشته ۲۷ فوریهٔ ۱۹۴۶) یک تنیس‌باز اهل بریتانیا بود.